# Zakia Khattabi
Zakia Khattabi (ur. 15 stycznia 1976 w Saint-Josse-ten-Noode) – belgijska francuskojęzyczna polityk i działaczka samorządowa marokańskiego pochodzenia, parlamentarzystka, w latach 2020–2025 minister w rządzie federalnym.

## Życiorys
Ukończyła studia z zakresu pracy socjalnej na Université Libre de Bruxelles. Z zawodu asystentka społeczna, zatrudniona w departamencie polityki naukowej w administracji federalnej. Dołączyła do ugrupowania Ecolo. W latach 2009–2014 zasiadała w parlamencie Regionu Stołecznego Brukseli. W tym samym okresie wchodziła też w skład parlamentu wspólnotowego oraz Senatu. Wybierana na radną w Ixelles i w Schaerbeek.
W latach 2015–2019 była współprzewodniczącą Ecolo. W 2019 powróciła do niższej izby belgijskiego parlamentu. Ubiegała się później o wybór na sędziego konstytucyjnego, nie uzyskując jednak wymaganej większości w Senacie.
W październiku 2020 w rządzie federalnym premiera Alexandra De Croo objęła urząd ministra do spraw klimatu, środowiska i zrównoważonego rozwoju. W 2024 ponownie wybrana do regionalnego parlamentu w Brukseli. W lutym 2025 zakończyła pełnienie funkcji rządowej.

## Odznaczenia
Odznaczona Orderem Leopolda V klasy (2014).